# Episodi de Il mio amico Ricky (seconda stagione)
La seconda stagione della sitcom Il mio amico Ricky è stata trasmessa negli Stati Uniti dal 15 ottobre 1983 al 7 aprile 1984.
| nº | Titolo originale                | Prima TV USA     |
| -- | ------------------------------- | ---------------- |
| 1  | Passports to Pleasure           | 15 ottobre 1983  |
| 2  | Attack of the Giant Frog People | 22 ottobre 1983  |
| 3  | A Fair to Remember              | 29 ottobre 1983  |
| 4  | The Hospital                    | 12 novembre 1983 |
| 5  | Mr. President                   | 19 novembre 1983 |
| 6  | Drivers' Ed                     | 26 novembre 1983 |
| 7  | Menudo Madness                  | 3 dicembre 1983  |
| 8  | Happy Birthday                  | 10 dicembre 1983 |
| 9  | Sounds of Silence               | 17 dicembre 1983 |
| 10 | Rick the Greek                  | 7 gennaio 1984   |
| 11 | Uneasy Rider                    | 14 gennaio 1984  |
| 12 | World's Greatest Father         | 21 gennaio 1984  |
| 13 | I Want To Be Alone              | 28 gennaio 1984  |
| 14 | Mr. Cool                        | 4 febbraio 1984  |
| 15 | St. Louis Blues                 | 11 febbraio 1984 |
| 16 | A Hunting We Will Go            | 17 febbraio 1984 |
| 17 | Changes                         | 3 marzo 1984     |
| 18 | A Summer's Romance: Part 1      | 10 marzo 1984    |
| 19 | A Summer's Romance: Part 2      | 17 marzo 1984    |
| 20 | Spare the Rod                   | 24 marzo 1984    |
| 21 | Blazing Hotel Rooms             | 31 marzo 1984    |
| 22 | Hi, Mom                         | 7 aprile 1984    |